# Mary Louisa Willard
Mary Louisa Willard (19 de maig de 1898 - 17 d'abril de 1993) va ser una científica forense, reconeguda internacionalment pel seu treball en microscòpia i ciències forenses. Va començar a treballar a la Universitat Estatal de Pennsilvània com a assistent el 1921, i es va retirar com a professora emèrita el 1964. Va assistir a agents de la llei durant tota la seva carrera i després del seu retir formal, sovint sense sou.

## Educació i carrera
El seu pare, Joseph Moody Willard, havia estat professor a la Universitat Estatal de Pensilvania, mentre que la seva mare, Henrietta Nunn, era membre del State College Woman's Club. Mary Louisa Willard va obtenir la seva llicenciatura en química el 1921, convertint-se en assistent al Departament de Química. El 1923, quan va acabar el seu màster en química orgànica, va ser promoguda a instructora. El 1927 va cursar el doctorat de la Universitat de Cornell, on va treballar amb William Ridgely Orndorff. A continuació es va convertir en professora ajudant a Penn State (Universitat de Pennsilvània). El 1938, es va convertir en professora titular. Es va retirar oficialment el 1964, convertint-se en professora emèrita, però va continuar el seu treball criminològic. Va publicar més de 40 articles sobre química i criminologia, així com manuals de laboratori sobre microscòpia química. Entre les seves publicacions hi ha una breu monografia sobre Dones pioneres en química. Va ser editora assistent de la revista Mikrochemie (Mikrochemica Acta), a partir de 1942.

## Forense
Mary Willard es va especialitzar en anàlisi microquímica. Va fer servir una gran diversitat de tècniques, incloent espectroscòpia infraroja i ultraviolada, espectrometria de masses, cromatografia de gasos i ressonància magnètica nuclear. Va centrar-se especialment en la cristal·lografia de cristalls deformats.
Es va involucrar en el seu primer cas criminal el 1930, quan va analitzar l'alcohol d'una violació de la Llei seca. Al llarg de la seva carrera, va assistir com a testimoni experta, sovint pro bono, els funcionaris encarregats de fer complir la llei. Les seves investigacions van incloure assassinats, suïcidis i accidents automobilístics. Va ser una de les primeres defensores de l'anàlisi de cabells i la sang per a la identificació d'armes sospitoses d'assassinat. En un cas, en la dècada de 1950, ella va poder determinar que el cabell trobat en un cargol de la via del ferrocarril era el d'un nen en lloc del d'un gos.
Per a altres, ella va mesurar balística, empremtes de pneumàtics i mostres d'argila de botes. Entre les institucions a les quals va assistir hi ha Sûreté, Scotland Yard i Interpol, així com les policies locals. Segons una estimació, els funcionaris encarregats de fer complir la llei la van contactar diàriament i va comparèixer davant el tribunal aproximadament un cop al mes. El diari The Pittsburgh Press l'anomenava "Lady Sherlock".

## Ensenyament
Va ser membre fundadora del capítol d'Iota d'Alpha Alpha State Delta Kappa Gamma International l'1 de març de 1947. Era coneguda per la seva tutoria d'estudiants de tots dos sexos.
De vegades feia que els seus estudiants guanyessin experiència en el món real en ajudar-la a provar materials per a les investigacions criminals en què ella estava treballant.
Mary Willard va morir el 17 d'abril de 1993. Els seus documents es troben en els Arxius de la Universitat Estatal d'Pensilvania. El 2009 es va crear la beca Mary Willard Trustee Scholarship per honorar-la, donant preferència als estudiants que s'especialitzen en ciències forenses a l'Eberly College of Science.

## Honors i premis
Willard va ser membre de la Societat Química Americana (1921), l'Institut Americà de Química i l'Associació Americana per a l'Avanç de la Ciència. Va rebre una sèrie d'honors, que inclouen els següents:
- 1947, primera dona a ser presidenta de la divisió analítica i microquímica de l'AEC.[9][10]
- 1955, segona dona a ser reconeguda pel Capítol de Pennsylvania de l'Institut Americà de Química per "esforços excel·lents en l'avanç de la dona química professional"[1]
- 1957, membre honorari de l'Orde Fraternal de la Policía.[10]
- 1959, primera persona a ser citada per Penn State per "excel·lència en l'ensenyament"[1][4]
- 1965, va rebre el Premi a la Dona de l'Any de Penn State.[1]
- 1965, membre honorari de la Societat microquímica d'Àustria (quart ciutadà nord-americà honorat)[1]